# Spaanse Strijdkrachten
De Spaanse Strijdkrachten (Spaans: Fuerzas Armadas Españolas) zijn de krijgsmacht van het Zuid-Europese koninkrijk Spanje. Ze bestaan uit een leger, marine met marinierskorps, luchtmacht en een gemeenschappelijk ondersteuningskorps. Samen leveren ze ook de manschappen van de koninklijke wacht en de militaire noodeenheid. In totaal tellen ze ruim 120.000 manschappen en 20.000 man burgerpersoneel. De dienstplicht werd in 2001 afgeschaft. In 1988 werden de strijdkrachten opengesteld voor vrouwen. Anno 2015 waren bijna één op de acht militairen vrouwen. In 1999 werd een reserve van vrijwilligers in het leven geroepen voor burgers die bereid zijn tijdelijk een bijdrage te leveren aan de strijdkrachten.
Volgens de Spaanse grondwet uit 1978 zijn de taken van de strijdkrachten de soevereiniteit en onafhankelijkheid van het land te waarborgen en de territoriale integriteit en grondwettelijke orde te verdedigen. De Spaanse koning is de jure opperbevelhebber van de strijdkrachten met de rang van kapitein-generaal. Spanje werd in 1982 ook lid van de NAVO, maakt deel uit van het Eurokorps en de EU-strijdgroep en neemt deel aan vredesoperaties van de Verenigde Naties. In 2006 werd bepaald dat maximaal 7000 manschappen gelijktijdig mogen worden ingezet in buitenlandse missies. In juni 2017 waren 3093 militairen op missie in het buitenland, onder meer in Mali, de Centraal-Afrikaanse Republiek, Somalië, Afghanistan, Irak en Libanon. Spanje nam voorts deel aan de bewaking van het luchtruim van de Baltische landen, de anti-piraterijoperatie nabij Somalië en de bestrijding van mensensmokkel op de Middellandse Zee.

## Onderdelen
| Embleem | Onderdeel                                                                                       | Oprichting     | Actieve manschappen |
| ------- | ----------------------------------------------------------------------------------------------- | -------------- | ------------------- |
|         | Spaanse marine (Armada)                                                                         | 13e eeuw       | 20.838              |
|         | Spaanse landmacht (Ejército de Tierra)                                                          | 15e eeuw       | 77.343              |
|         | Spaanse koninklijke wacht (Guardia Real)                                                        | 1504           | ca. 1500            |
|         | Spaanse luchtmacht (Ejército del Aire)                                                          | 7 oktober 1939 | 20.435              |
|         | Spaans Gemeenschappelijk Korps (Cuerpos Comunes) Medisch, juridisch, interventie en muziekkorps | 1985           | 2991                |
|         | Spaanse militaire noodeenheid (Unidad Militar de Emergencias, UME)                              | 11 april 2006  | ca. 5000            |

De militaire regio's van Spanje.
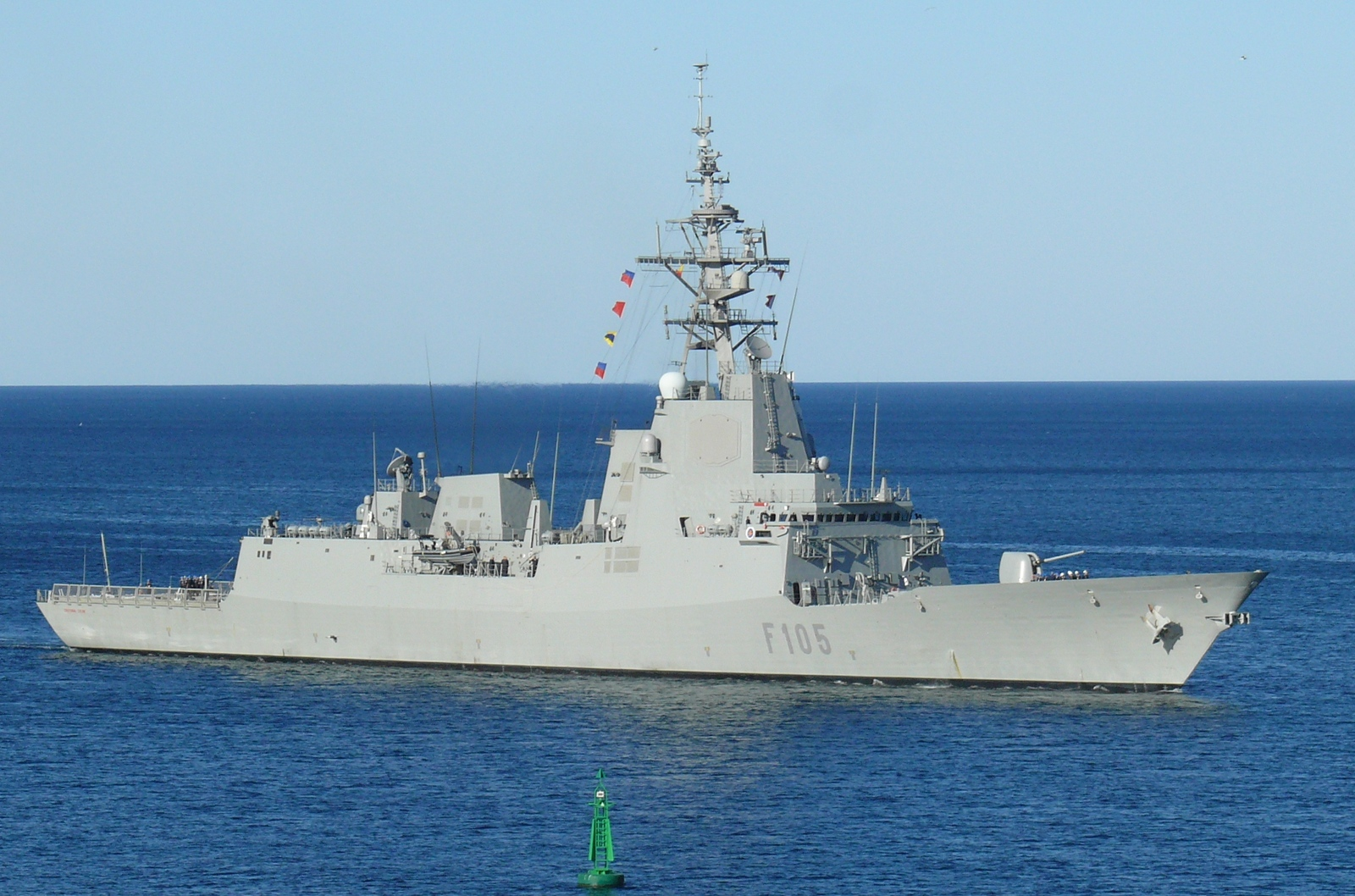
Het fregat Cristóbal Cólon.
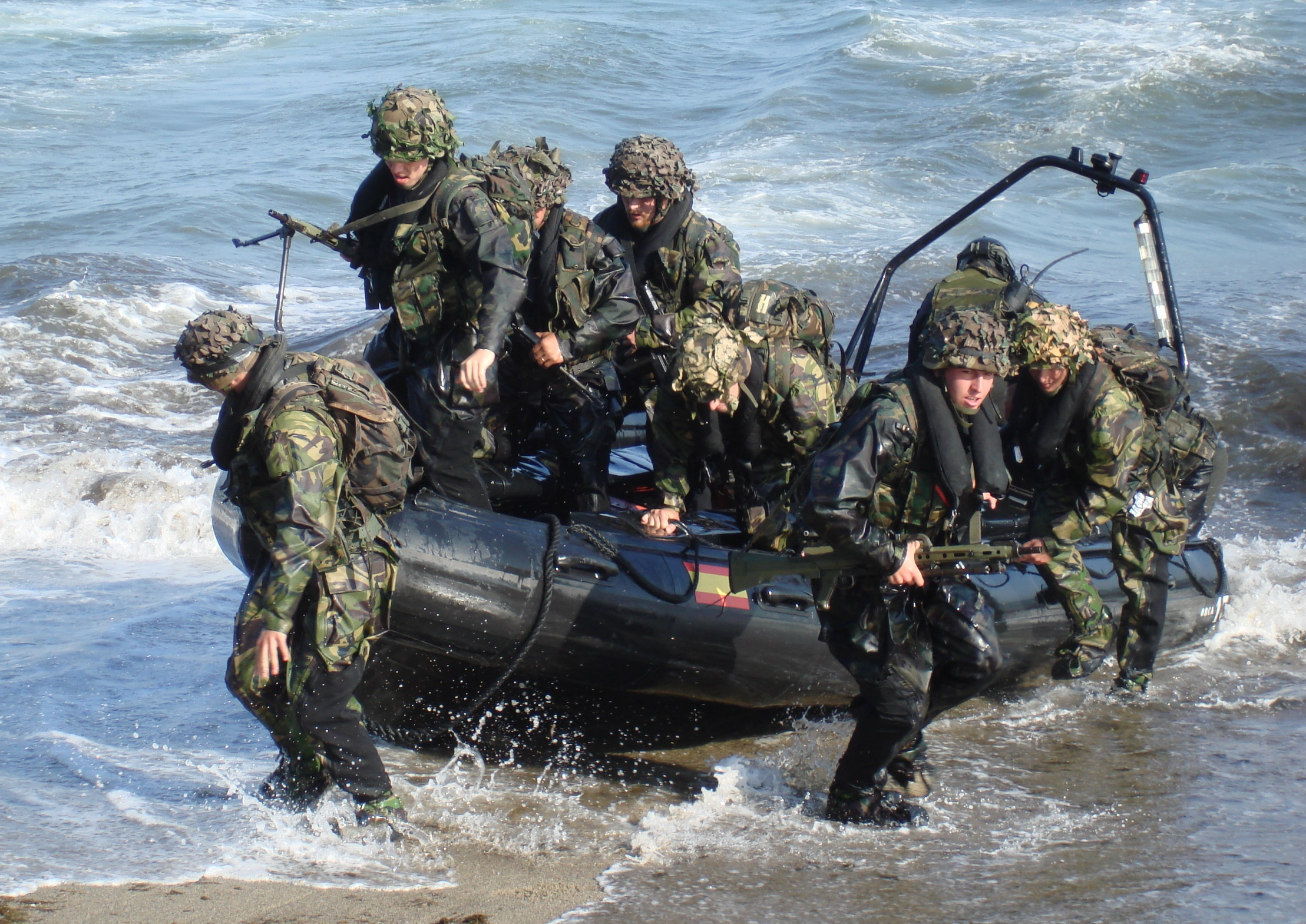
Spaanse mariniers.
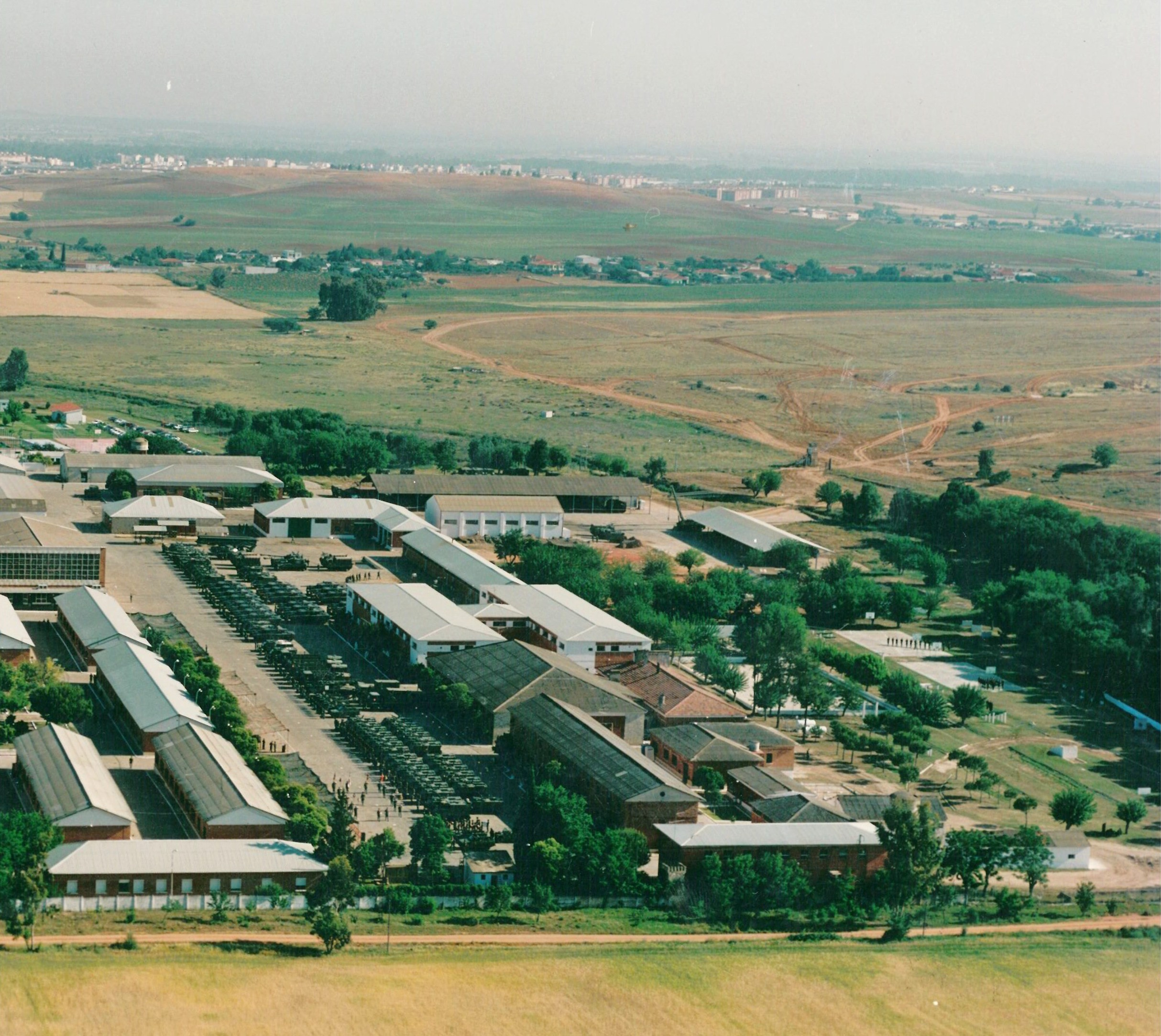
De legerbasis General Menacho-Botoa-Badajoz, tegen de Portugese grens.
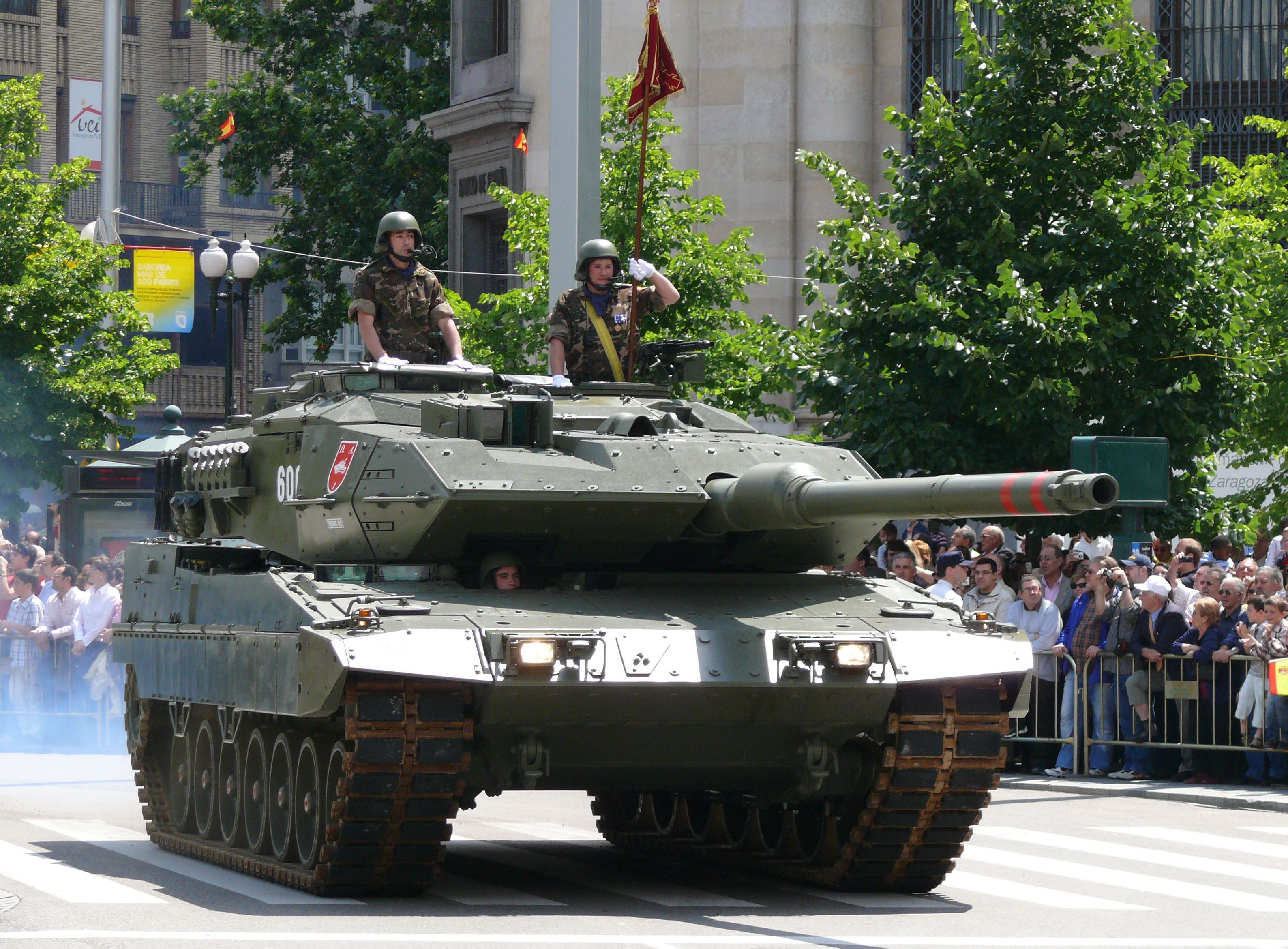
Een Leopard 2E-gevechtstank.
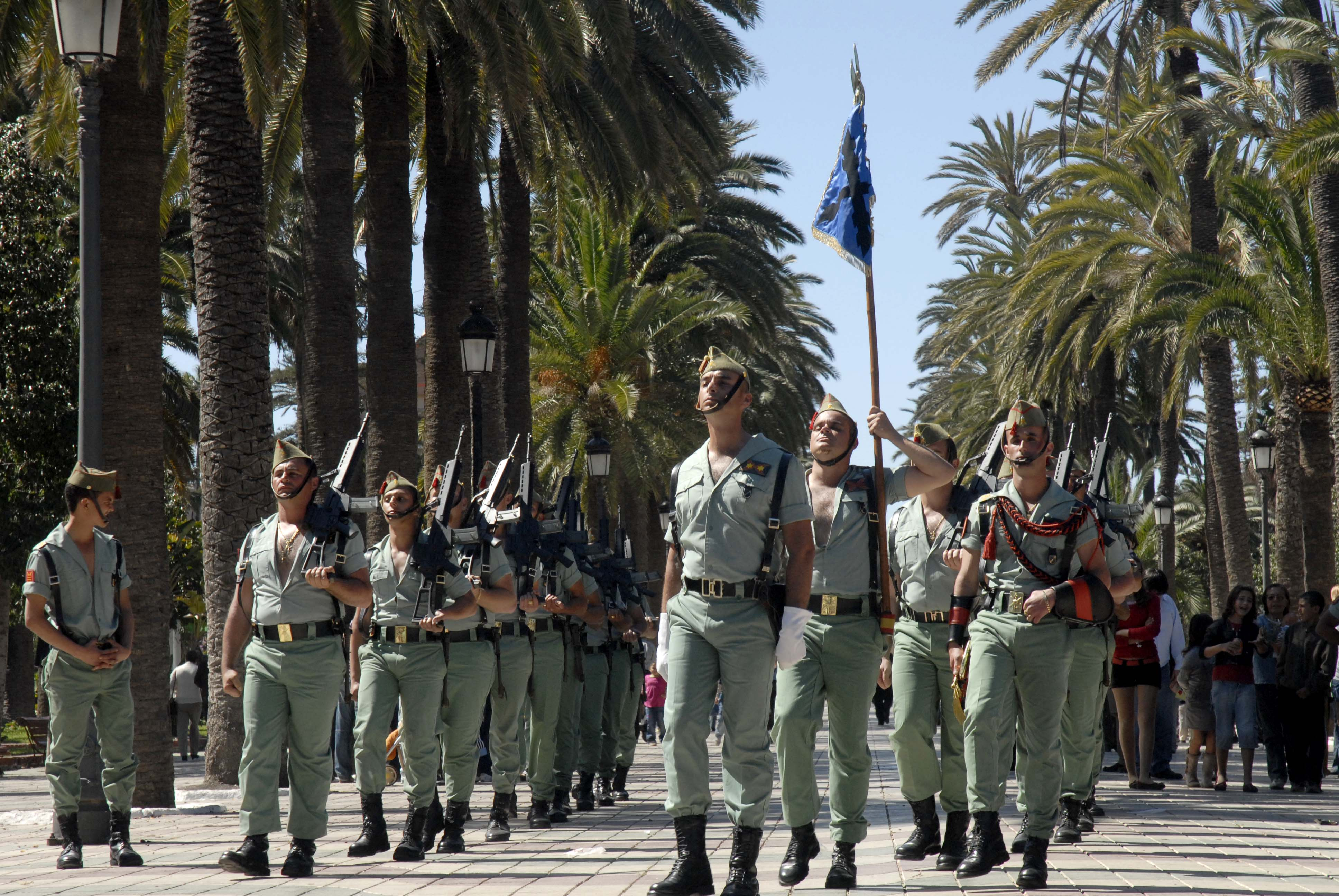
Een militair défilé in de enclave Melilla.
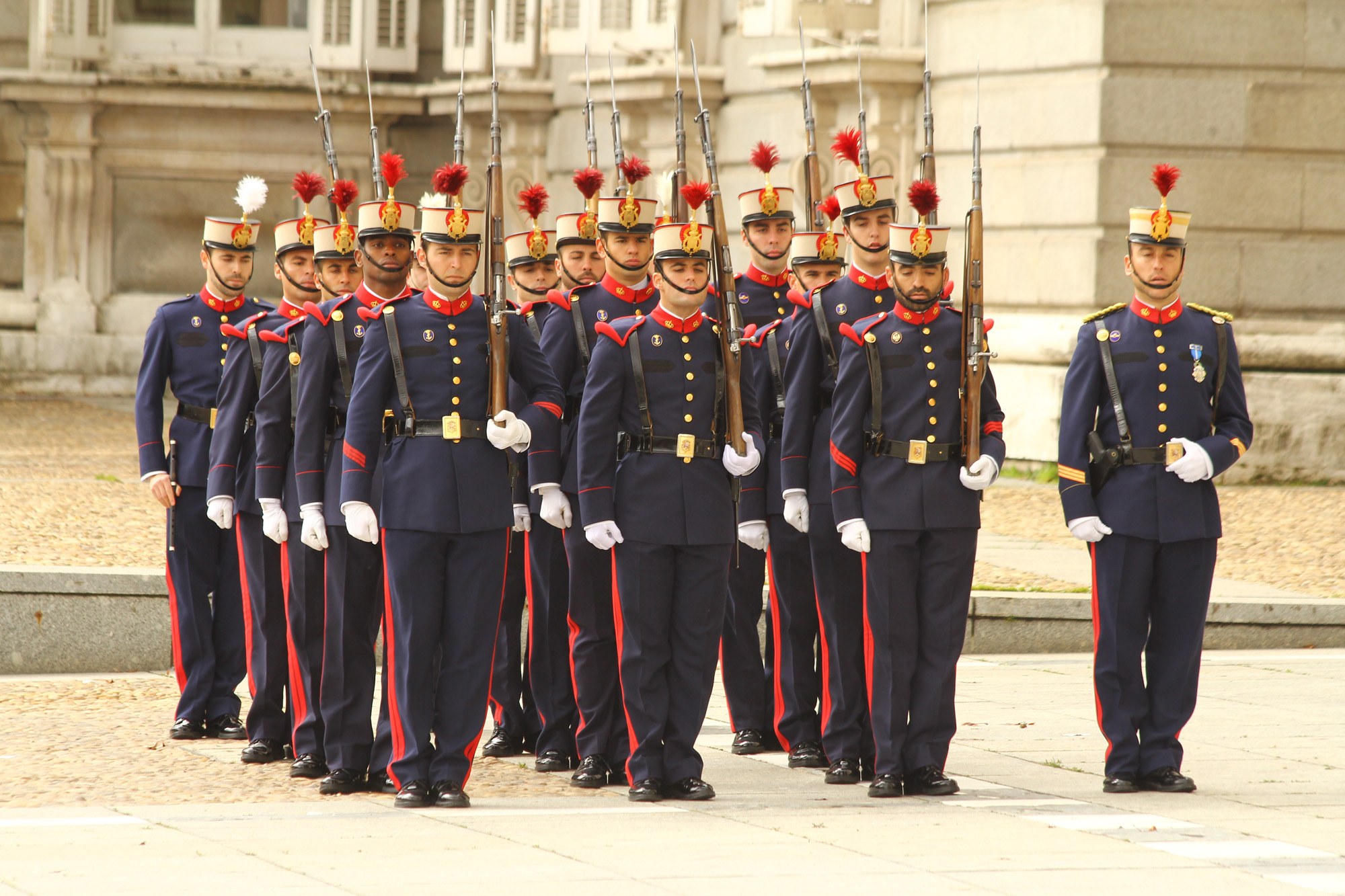
De koninklijke wacht aan het koninklijk paleis in Madrid.
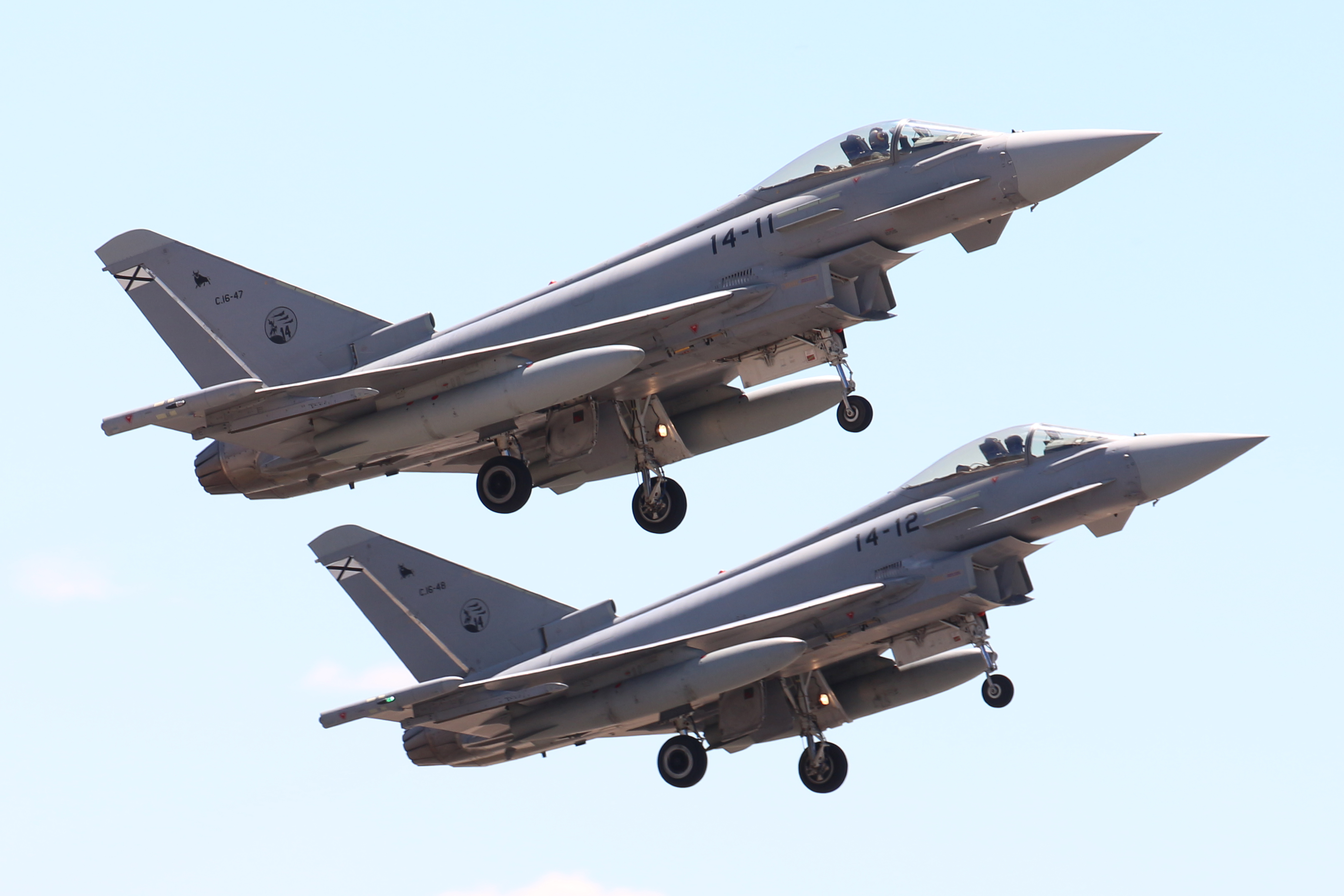
Spaanse Eurofighter Typhoons.
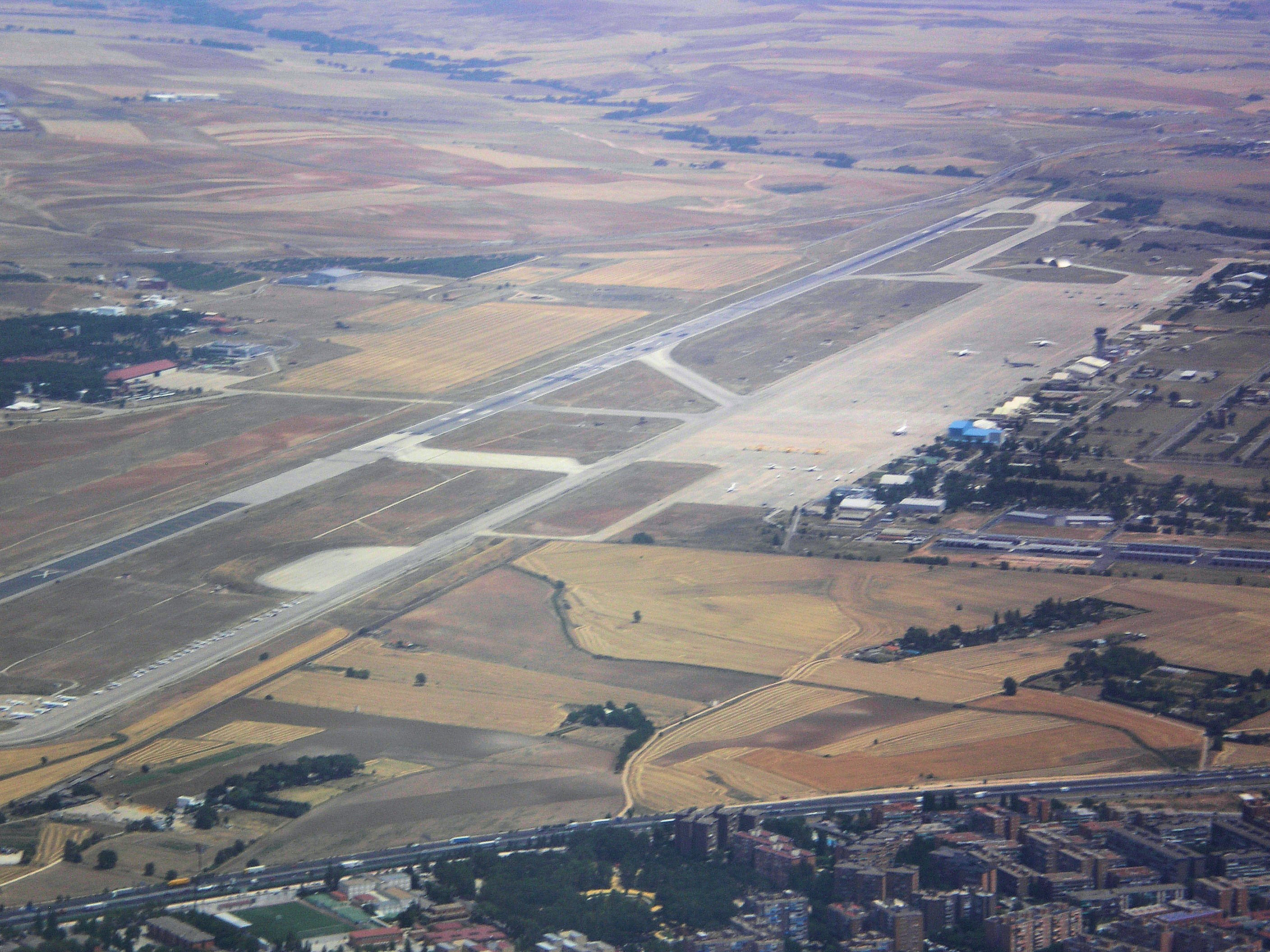
De luchtmachtbasis van Torrejón de Ardoz, nabij Madrid.
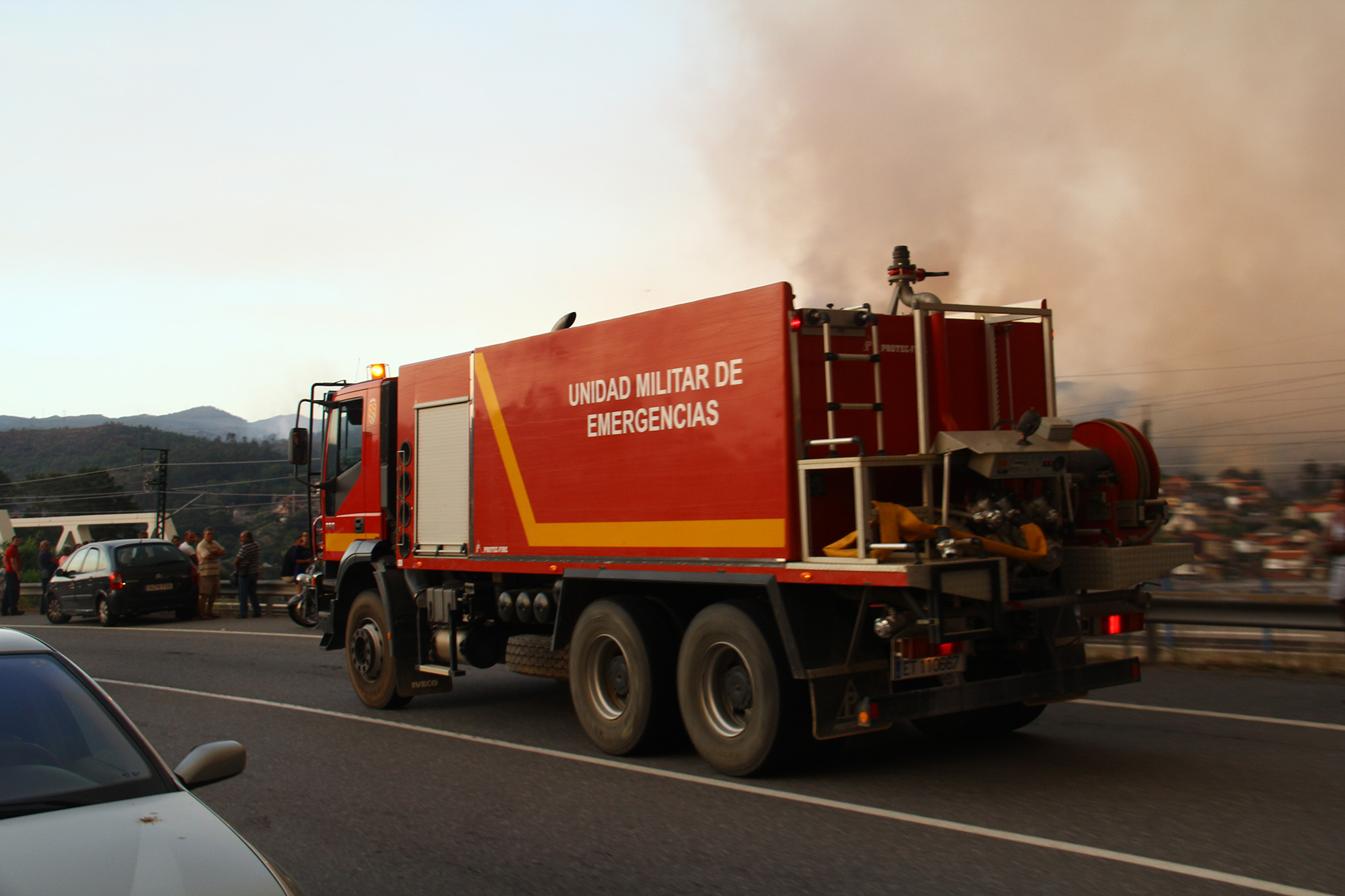
Een brandweerwagen van de UME op weg naar een bosbrand nabij Pontevedra.